# Дзендзелюк Микола Йосипович
Мико́ла Йо́сипович Дзендзелю́к (? — 2008) — український педагог, заслужений учитель України.

## З життєпису
Протягом 1969-1975-х років — директор Поправської школи (Білоцерківський район).
З 1979 по 2008 рік очолював школу в селі Устимівка. 1991 року його зусиллями постав шкільний краєзнавчий музей з оновленою експозицією.
При вході до Устимівської школи розміщено пам'ятну дошку Миколі Йосиповичу Дзендзелюку.